# Foca (famiglia)

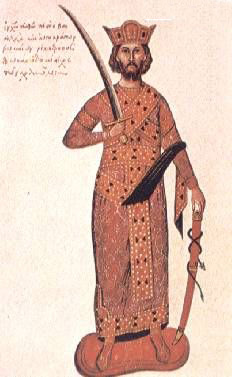
L'imperatore Niceforo II Foca.

Foca (in lingua greca Φωκᾶς) è una famiglia di latifondisti bizantini originaria della Cappadocia che, nei secoli IX e X diede all'Impero romano d'Oriente illustri militari e uomini politici. Il più alto esponente della famiglia fu Niceforo II Foca, imperatore bizantino dal 963 al 969.

## Origini
Lo storiografo bizantino Michele Attaliate (circa 1022-1080) faceva risalire la genealogia alla gens Fabia romana, verosimilmente una falsificazione a posteriori per nobilitare le origini dell'imperatore Niceforo II; lo  storico musulmano Ali Ibn al-Athir (1160-1233) la faceva risalire a un conterraneo di Tarso. Più probabilmente la famiglia proveniva almeno in parte dall'Iberia (Georgia).

## Genealogia
- Niceforo Foca il vecchio (840 circa – 900 circa), uno dei più grandi generali del suo tempo. Combatté in Italia contro i Saraceni (885-886) e in Anatolia e contro i Bulgari al servizio di Basilio I e Leone VI il Saggio.
- Leone Foca il vecchio (870 circa – 919), figlio di Niceforo Foca il vecchio, contese il potere a Romano I Lecapeno, che lo sconfisse in battaglia, lo fece accecare e uccidere.
- Barda Foca il vecchio (878 circa - 968 circa), figlio di Niceforo Foca il vecchio, contribuì alla disfatta dei Rus' di Kiev (che avevano attaccato l'impero bizantino nel 941 e nel 944), alla lotta contro gli Arabi in Asia e all'ascesa all'impero del figlio Niceforo II Foca.
- Niceforo II Foca (912 circa – 969), imperatore dal 963 al 969.
- Costantino Foca, figlio di Barda Foca il Vecchio († 954).
- Leone II Foca, fratello dell'imperatore Niceforo II Foca, anch'egli valoroso generale; dopo la deposizione del fratello (969) fu esiliato a Lesbo con il figlio Barda; nel 971 fu accecato e deportato all'isola di Proti.
- Barda II Foca (940 circa - 989), figlio di Leone II Foca e pertanto nipote di Niceforo II Foca, fu generale e usurpatore (nel 971 e poi dal 987 al 989).
- Sofia Foca moglie di Costantino Sclero.
- Niceforo III Foca, figlio di Barda II Foca, morì nel 1022 nel corso di un tentativo di ribellione a Basilio II.
- Giovanni Foca (Cefalonia, 1536 - 1602), navigatore.